# 東町駅
東町駅（ひがしちょうえき）は、北海道（日高振興局）浦河郡浦河町東町うしお1丁目にあった、北海道旅客鉄道（JR北海道）日高本線の駅である。電報略号はヒチ。

## 歴史

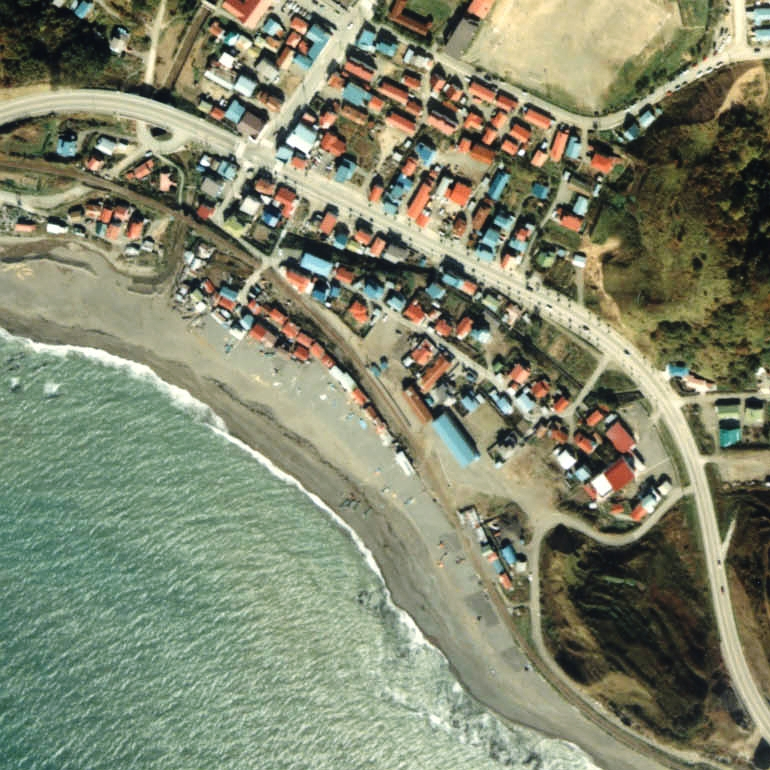
1978年の開設されて間もない東町仮乗降場と周囲約500m範囲。右下が様似方面。仮乗降場にしては駅前が広く整備されている。

- 1977年（昭和52年）9月1日：国鉄日高本線の東町仮乗降場（局設定）として開業[1]。旅客のみ取扱い[1]。
- 1987年（昭和62年）4月1日：国鉄分割民営化によりJR北海道に継承[1]。同時に駅に昇格[1]。東町駅となる[1]。
- 1990年（平成2年）3月10日：営業キロ設定[1]。
- 2015年（平成27年）
  - 1月8日：厚賀駅 - 大狩部駅間の高波被害により列車の運行を休止[JR北 2]。
  - 1月27日：静内駅 - 様似駅間で列車の運行を再開[JR北 3]。
  - 2月28日：厚賀駅 - 大狩部駅間の土砂流出により再び列車の運行を休止[JR北 4]。
  - 4月29日：代行バスの乗降場所を国道236号上に移設[JR北 5]。
- 2016年（平成28年）1月13日：代行バス乗降場所を北海道浦河高等学校および浦河赤十字病院付近に移設[JR北 6]。
- 2021年（令和3年）4月1日：鵡川駅 - 様似駅間の廃止に伴い、廃駅となる[JR北 1][運輸局 1]。

### 駅名の由来
当駅の所在する地名より。地名は、浦河駅の「東」に位置するために「東町」としたとする。

## 駅構造
単式ホーム1面1線を有する地上駅だった。ホームは線路の北東側（様似方面に向かって左手側）に存在した。転轍機を持たない棒線駅となっていた。
仮乗降場に出自を持つ開業時からの無人駅（静内駅が管理していた）で駅舎は無いが、ホーム北側出入口部分に待合所を有していた。民家の雰囲気を持つ建物であった。かつてはプレハブの待合所であった。待合所とは別棟でトイレ棟を有した。地形の関係でトイレ棟は待合所より一段高い場所に設置されていた。

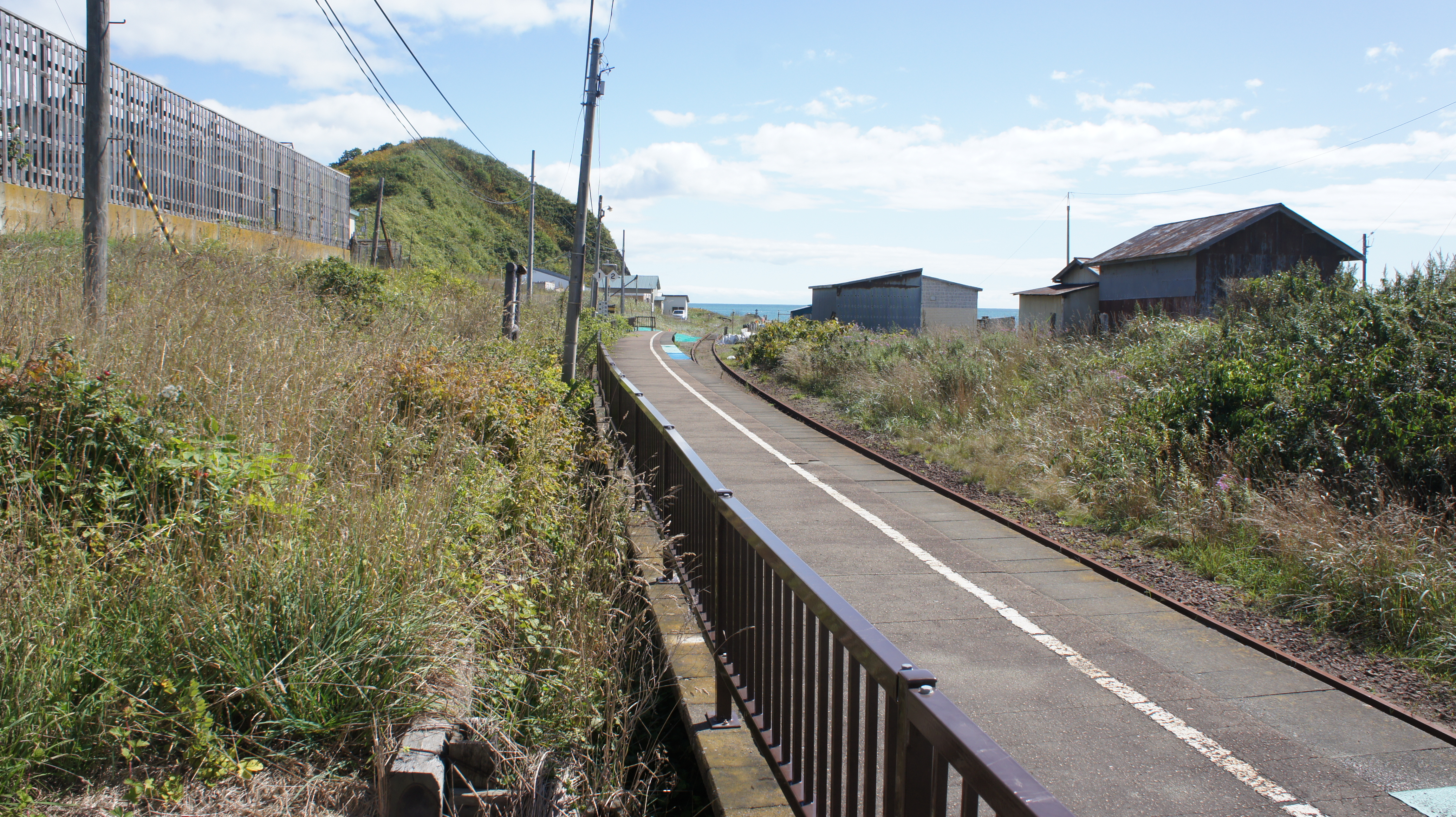
ホーム（2017年9月）
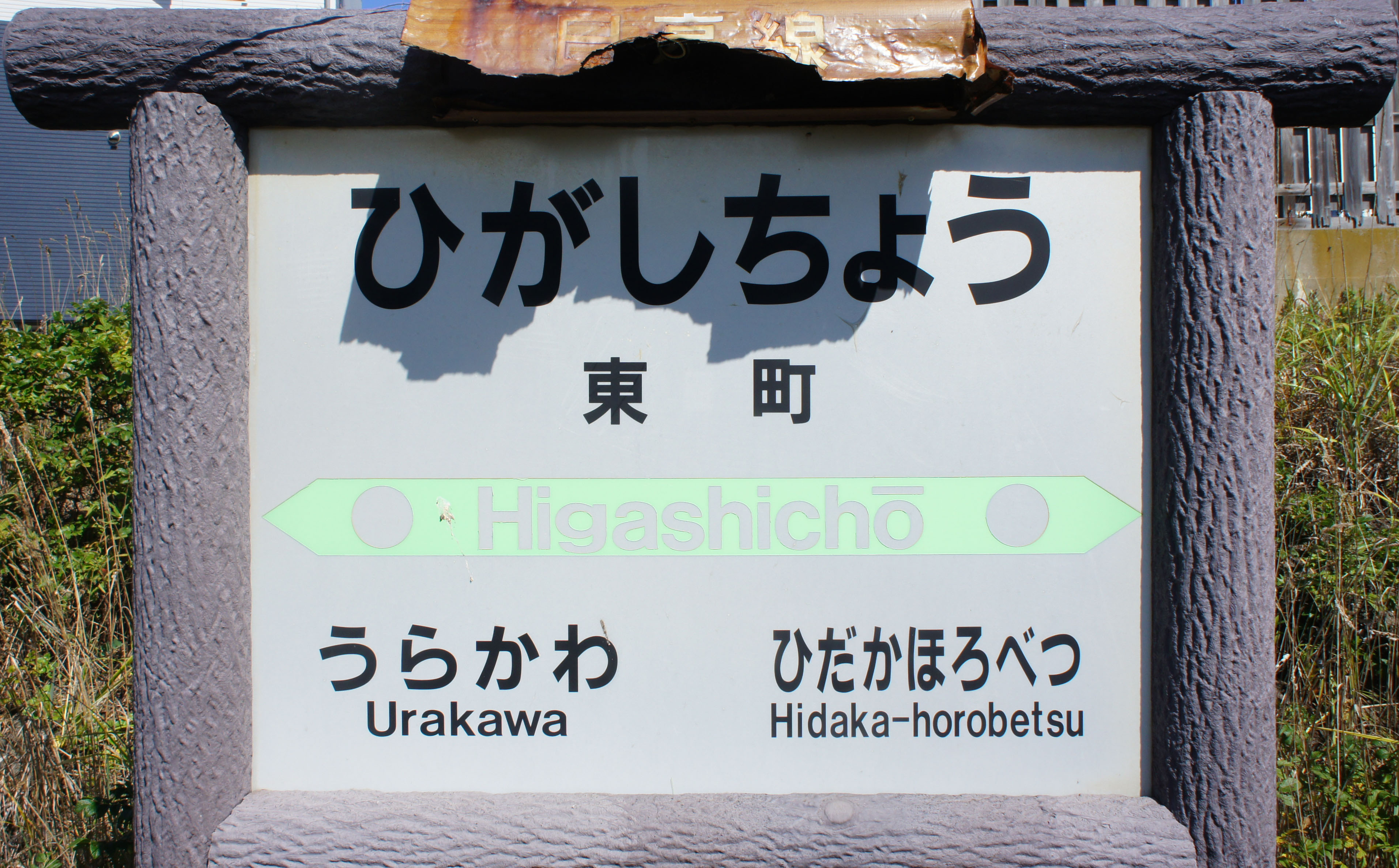
駅名標（2017年9月）

## 利用状況
乗車人員の推移は以下のとおり。年間の値のみ判明している年については、当該年度の日数で除した値を括弧書きで1日平均欄に示す。乗降人員のみが判明している場合は、1/2した値を括弧書きで記した。また、「JR調査」については、当該の年度を最終年とする過去の各調査日における平均である。当駅についてはバス代行期間が存在するため、一部でバスと列車が別集計となっているほか、各年で集計期間が異なる。備考も参照。
| 年度               | 乗車人員 | 乗車人員 | 乗車人員 | 乗車人員 | 出典        | 備考                                                        |
| 年度               | 年間     | 1日平均  | JR調査   | JR調査   | 出典        | 備考                                                        |
| 年度               | 年間     | 1日平均  | 列車     | 代行バス | 出典        | 備考                                                        |
| ------------------ | -------- | -------- | -------- | -------- | ----------- | ----------------------------------------------------------- |
| 1992年（平成04年） |          | (159.0)  |          |          |             | 1日乗降人員：318                                            |
| 2014年（平成26年） |          |          | 64       |          | [ JR北 7 ]  | 当年の列車は単年の値。                                      |
| 2017年（平成29年） |          |          |          | 44       | [ JR北 8 ]  | 2015年度末から鵡川 - 様似間バス代行。当年のバスは単年の値。 |
| 2018年（平成30年） |          |          |          | 44.5     | [ JR北 9 ]  | 代行バスの値は過去2年平均                                   |
| 2019年（令和元年） |          |          |          | 42.0     | [ JR北 10 ] | 代行バスの値は過去3年平均                                   |
| 2020年（令和02年） |          |          |          | 39.5     | [ JR北 11 ] | 代行バスの値は過去4年平均                                   |

## 駅周辺
駅周辺は学校が多く、通学の利用者が多い。
- 国道236号
- 浦河東町簡易郵便局（東町の読みは駅名と異なり「ひがしまち」と読む）
- 北海道浦河高等学校
- 浦河赤十字病院
- 乳呑川
- 道南バス浦河ターミナル
- ジェイ・アール北海道バス（日勝線）、道南バス「東町」停留所

## 隣の駅
北海道旅客鉄道（JR北海道）
日高本線
浦河駅 - 東町駅 - 日高幌別駅

#### JR北海道
1. 1 2  『日高線（鵡川・様似間）の廃止日繰上げの届出について』（PDF）（プレスリリース）北海道旅客鉄道、2021年1月5日。オリジナルの2021年1月5日時点におけるアーカイブ。2021年1月5日閲覧。
2. ↑  『日高線 厚賀〜大狩部間 67k506m 付近における盛土流出について』（PDF）（プレスリリース）北海道旅客鉄道、2015年1月13日。オリジナルの2015年1月15日時点におけるアーカイブ。2020年10月30日閲覧。
3. ↑  『日高線 静内〜様似間折り返し運転の実施について』（PDF）（プレスリリース）北海道旅客鉄道、2015年1月20日。オリジナルの2015年3月30日時点におけるアーカイブ。2020年10月30日閲覧。
4. ↑  『日高線 静内〜様似間におけるバス代行の実施について』（PDF）（プレスリリース）北海道旅客鉄道、2015年2月27日。オリジナルの2015年3月30日時点におけるアーカイブ。2020年10月30日閲覧。
5. ↑  『日高線運休に伴う列車代行バスの乗降場所変更について』（PDF）（プレスリリース）北海道旅客鉄道、2015年4月17日。オリジナルの2019年7月20日時点におけるアーカイブ。2019年7月20日閲覧。
6. ↑  『日高線列車代行バスの増便及び時刻見直しについて』（PDF）（プレスリリース）北海道旅客鉄道、2015年12月11日。オリジナルの2019年7月20日時点におけるアーカイブ。
7. ↑  “日高線（鵡川・様似間）” (PDF). 線区データ（当社単独では維持することが困難な線区）(地域交通を持続的に維持するために).   北海道旅客鉄道. p. 3 (2018年8月1日). 2018年8月17日時点のオリジナルよりアーカイブ。2018年8月17日閲覧。
8. ↑  「日高線（苫小牧・鵡川間）」（PDF）『線区データ（当社単独では維持することが困難な線区）(地域交通を持続的に維持するために)』、北海道旅客鉄道、3頁、2018年7月2日。オリジナルの2018年8月17日時点におけるアーカイブ。2018年8月17日閲覧。
9. ↑  “日高線（鵡川・様似間）” (PDF). 線区データ（当社単独では維持することが困難な線区）(地域交通を持続的に維持するために).   北海道旅客鉄道. p. 3 (2019年10月18日). 2019年10月18日時点のオリジナルよりアーカイブ。2019年10月18日閲覧。
10. ↑  “日高線（鵡川・様似間）” (PDF). 地域交通を持続的に維持するために > 輸送密度200人未満の線区（「赤色」「茶色」5線区）.   北海道旅客鉄道. p. 3 (2020年10月30日). 2020年11月2日時点のオリジナルよりアーカイブ。2020年11月4日閲覧。
11. ↑  “駅別乗車人員  特定日調査（平日）に基づく”.   北海道旅客鉄道. 2022年8月3日時点のオリジナルよりアーカイブ。2022年8月14日閲覧。

#### 北海道運輸局
1. 1 2  『鉄道事業の一部廃止の日を繰上げる届出について』（PDF）（プレスリリース）国土交通省北海道運輸局、2021年1月5日。オリジナルの2021年1月5日時点におけるアーカイブ。2021年1月5日閲覧。